# ترشيد الطاقة
إدارة الطلب على الطاقة، تُعرف أيضًا بإدارة جانب الطلب أو استجابة جانب الطلب، تتضمن تعديل طلب المستهلك على الطاقة من خلال طرق مختلفة مثل الحوافز المالية، وتغيير السلوك من خلال التعليم.
تهدف إدارة جانب الطلب إلى تشجيع المستهلك على استخدام طاقة أقل خلال ساعات الذروة، أو تحويل وقت استخدام الطاقة إلى غير أوقات الذروة مثل الليل وعطلات نهاية الأسبوع. لا تؤدي إدارة الطلب في أوقات الذروة بالضرورة إلى تقليل إجمالي استهلاك الطاقة، ولكن من المتوقع أن تقلل الحاجة إلى الاستثمارات في الشبكات و/أو محطات الطاقة لتلبية متطلبات الذروة، كما هو الحال عند استخدام وحدات تخزين الطاقة لتخزين الطاقة خلال ساعات الحمل دون الذروة وتفريغها خلال ساعات الذروة.
يتمثل أحد التطبيقات الأحدث لإدارة جانب الطلب في مساعدة مشغلي الشبكة في موازنة التوليد المتقطع من وحدات الرياح والطاقة الشمسية، خاصةً عندما لا يتطابق توقيت الطلب على الطاقة وحجمه مع توليد الطاقة المتجددة. تكون المولدات التي تُستخدم أثناء فترات ذروة الطلب عبارة عن وحدات وقود أحفوري. يساهم التقليل من استخدامها في تقليل انبعاثات ثاني أكسيد الكربون والملوثات الأخرى.
اعتمدت صناعة الطاقة الكهربائية الأمريكية في الأصل على واردات الطاقة الأجنبية بكثافة، سواء في شكل كهرباء مستهلكة أو وقود أحفوري مستخدم لإنتاج الكهرباء. أصدرت الحكومة الفيدرالية قانون سياسات تنظيم المرافق العامة خلال فترة أزمات الطاقة في سبعينيات القرن العشرين، على أمل تقليل الاعتماد على النفط الأجنبي وتعزيز كفاءة الطاقة ومصادر الطاقة البديلة.
أجبر هذا القانون المرافق لقبول أرخص مصدر طاقة ممكنة من منتجي الطاقة المستقلين، والتي بدوره عزز مصادر الطاقة المتجددة، وشجع المرافق على تقليل كمية الطاقة التي تحتاجها، وبالتالي شجع جداول الأعمال على اعتماد كفاءة الطاقة وإدارة الطلب.
صيغ مصطلح إدارة جانب الطلب بعد أزمة الطاقة عام 1973 وأزمة عام 1979. كلفت حكومات العديد من البلدان برامج مختلفة لإدارة الطلب. يعدّ قانون السياسة الوطنية لحفظ الطاقة لعام 1978 في الولايات المتحدة مثالًا على ذلك، وسبقته إجراءات مماثلة في ولايتي كاليفورنيا وويسكونسن. قدم معهد أبحاث الطاقة الكهربائية إدارة جانب الطلب علنًا في ثمانينيات القرن العشرين.
أصبحت تقنيات إدارة جانب الطلب في الوقت الحاضر مجدية على نحو متزايد، بسبب إدماج تكنولوجيا المعلومات والاتصالات ونظام الطاقة، والمصطلحات الجديدة مثل الإدارة المتكاملة لجانب طلب، أو الشبكة الذكية.

## التطبيق
يمكن أن يختلف استخدام الكهرباء بشكل كبير عبر الأطر الزمنية القصيرة والمتوسطة، اعتمادًا على أنماط الطقس الحالية. يتكيف نظام الكهرباء الشامل بشكل عام مع الطلب المتغير، بنقل توليد إضافي أو أقل من المعتاد، إلا أن التوليد الإضافي يُوفر عادة خلال فترات الذروة بواسطة مصدر «ذروة» أقل كفاءة.
لا تنعكس التكلفة المالية والبيئية الفورية لاستخدام مصادر «الذروة» هذه بالضرورة في نظام تسعير التجزئة. إضافةً إلى احتمالية أن تكون قدرة مستهلكي الكهرباء أو رغبتهم في التكيف مع مؤشرات الأسعار عن طريق تغيير الطلب (المرونة السعرية للطلب) منخفضة، لا سيما خلال الأطر الزمنية القصيرة. لا يواجه المستهلكون (خاصة عملاء التجزئة) في العديد من الأسواق، التسعير في الوقت الفعلي على الإطلاق، لكنهم يدفعون نسبًا بناءً على متوسط التكاليف السنوية أو غيرها من الأسعار المحددة.
تحاول أنشطة إدارة الطلب على الطاقة تقريب الطلب والعرض على الكهرباء من الحد الأقصى المتصور، والمساعدة في منح المستخدمين النهائيين للكهرباء فوائد لتقليل الطلب. أصبح النهج المتكامل لإدارة جانب الطلب شائعًا على نحو متزايد في النظام الحديث.
يرسل نظام الإدارة المتكاملة لجانب الطلب إشارات إلى أنظمة الاستخدام النهائي تلقائيًا، لتخفيف الضغط وفقًا لظروف النظام. يسمح ذلك بضبط دقيق للغاية للطلب للتأكد من أنه يطابق العرض في جميع الأوقات، ويقلل من النفقات الرأسمالية للمرافق. قد تكون ظروف النظام الحرجة أوقاتً للذروة، أو في المناطق ذات مستويات الطاقة المتجددة المتغيرة، خلال الأوقات التي يجب فيها تعديل الطلب ليكون أعلى، من أجل تجنب التوليد الزائد، أو تخفيضه للمساعدة في تلبية الاحتياجات المتزايدة.
يمكن أن يتعدل الطلب بطرق مختلفة: من خلال الاستجابات لمؤشرات الأسعار، مثل المعدلات التفاضلية الدائمة لأوقات المساء والنهار أو أيام الاستخدام مرتفعة الثمن أحيانًا، والتغييرات السلوكية المحققة من خلال شبكات المناطق المنزلية، والضوابط الآلية مثل مكيفات الهواء المتحكم بها عن بعد، أو من خلال تعديلات الحمل الدائمة باستخدام الأجهزة الموفرة للطاقة.

## أسس منطقية
يمكن تعديل الطلب على أي سلعة باستغلال إجراءات الجهات الفاعلة في السوق والحكومة (التنظيم والضرائب). تفرض إدارة الطلب على الطاقة الإجراءات التي تؤثر على الطلب على الطاقة. اعتُمدت إدارة جانب الطلب في مجال الكهرباء أساسًا، إلا أنها تُطبق اليوم على نطاق واسع في المرافق بما في ذلك المياه والغاز أيضًا.
يتعارض خفض الطلب على الطاقة مع ممارسات كل من موردي الطاقة والحكومات خلال معظم التاريخ الصناعي الحديث. يُتوقع أن ترتفع الأسعار الحقيقية لمختلف أشكال الطاقة مستقبلًا، رغم انخفاضها خلال معظم الحقبة الصناعية بسبب وفورات الحجم والتكنولوجيا.
شاع سابقًا الترويج لاستخدام الطاقة، إذ كان من المتوقع أن تزداد مصادر الطاقة مستقبلًا وتصبح أرخص ثمنًا، أو أن يركب الموردون سعات زائدة ويجعلوها أكثر ربحية من خلال زيادة الاستهلاك.
يعدّ دعم الطاقة أحد أدوات التنمية الاقتصادية الرئيسية في الاقتصاد المخطط مركزيًا. ما زالت الإعانات المقدمة لصناعة إمدادات الطاقة شائعة في بعض البلدان. يُتوقع أن تتدهور أسعار الطاقة وتوافرها، خلافًا للسياق التاريخي. تميل الحكومات والجهات الفاعلة العامة الأخرى- أو موردو الطاقة أنفسهم- إلى استخدام تدابير الطلب على الطاقة التي من شأنها زيادة كفاءة استهلاك الطاقة.

## إشكاليات
يجادل بعض الناس بعدم فعالية إدارة جانب الطلب، لأنها أدت في كثير من الأحيان إلى ارتفاع تكاليف المرافق للمستهلكين وربح أقل للمرافق.
يتمثل أحد أهداف إدارة جانب الطلب الرئيسية في القدرة على فرض رسوم على المستهلك بناءً على السعر الحقيقي للمرافق في الوقت نفسه. يؤدي فرض رسوم أقل على المستهلكين لاستخدام الكهرباء خلال ساعات الحمل دون الذروة، وأكثر خلال ساعات الذروة- إذا كان بالإمكان- إلى أن يتشجع المستهلك نظريًا من خلال العرض والطلب على استخدام كهرباء أقل خلال ساعات الذروة، وبالتالي تحقيق الهدف الرئيسي لإدارة جانب الطلب.
تعاني إدارة جانب الطلب من مشكلة الخصوصية، إذ يتعين على المستهلكين تقديم بعض المعلومات حول استخدامهم للكهرباء لشركة الكهرباء الخاصة بهم. تراجعت هذه المشكلة حاليًا، إذ اعتاد الموردون على تسجيل أنماط الشراء من خلال آليات مثل «بطاقات الوفاء».

## روابط خارجية
- إغلاق المحال التجارية ليلًا وسيلة لترشيد الطاقة على يوتيوب